# توماس هورليمان
توماس هورليمان (بالألمانية: Thomas Hürlimann). هو كاتب سويسري ألماني. درس هورليمان الفلسفة في زيورخ وبرلين. وعمل ثلاث سنوات مساعداً للإخراج المسرحي في مسرح شيللر في برلين. ويعيش هورليمان منذ 1985 في سويسرا.

## أعماله
- امرأة من تسين (1981) «Die Tessinerin».
- بيت الحديقة «Das Gartenhaus» (أقصوصة 1989).
- المبعوث «Der Gesandte» (مسرحية 1991).
- ثلاثية من داخل سويسرا «Innerschweizer Trilogie» (ثلاث مسرحيات 1991).

## روابط خارجية
- توماس هورليمان على موقع IMDb (الإنجليزية)
- توماس هورليمان على موقع مونزينجر (الألمانية)
- توماس هورليمان على موقع ميوزك برينز (الإنجليزية)
- توماس هورليمان على موقع قاعدة بيانات الفيلم (الإنجليزية)
- توماس هورليمان على موقع كينوبويسك (الروسية)